# Grgurevci
Grgurevci (cyr. Гргуревци) – wieś w Serbii, w Wojwodinie, w okręgu sremskim, w mieście Sremska Mitrovica. W 2011 roku liczyła 1129 mieszkańców.